# 戈迪拉鯰
戈迪拉鯰為輻鰭魚綱鯰形目鼬鯰科的其中一種，為熱帶淡水魚，分布於南美洲蓋亞那及亞馬遜河流域，體長可達28.9公分，棲息在富有沉積物的底層水域，生活習性不明。